# Kaytranada
Louis Kevin Celestin, né le 25 août 1992, plus connu sous son nom de scène Kaytranada, est un musicien électronique, producteur et DJ canado-haïtien,,,.

## Biographie
Né le 25 août 1992 à Port-au-Prince en Haïti, Kaytranada déménage peu après sa naissance à Montréal, au Québec, où il est élevé. Il fait ses débuts de disc jockey à l'âge de quatorze ans. L'année suivante, il commence à composer avec l'aide de son frère, Louis-Philippe Celestin, qui lui fait découvrir le logiciel de production de musique FL Studio,. Ils forment un groupe nommé The Celestics.
Fin 2013, il se fait connaitre plus largement avec son DJ set Boiler Room à Montréal.
Il remporte le prix Polaris pour son premier album studio 99.9%, sorti le 6 mai 2016.
Le 13 décembre 2019 sort son deuxième album BUBBA, sur lequel sont invités de nombreux artistes, parmi lesquels Pharrell Williams, Kali Uchis, Estelle, Durand Bernarr et Tinashe. Sorti après sa signature chez RCA, cet album est un succès qui lui vaut d'être nommé trois fois aux 63e Grammys.
Le 19 mai 2023 sort Kaytraminé, un album en collaboration avec le rappeur Aminé. On y retrouve des collaborations avec Pharell Williams, Snoop Dogg ou encore Freddie Gibbs.

## Discographie

### En tant que Kaytradamus
- The Weather Report (2010)
- Teriphikness (2010)
- Kaytra DaMouse (2011)
- Merrymaking Music (2011)
- Kaytra LaBoom (2011)
- Massively Massive (avec Louie P en tant que The Celestics) (2011)
- Remixes Vol. 1 (compilation) (2012)
- The Good Fight (EP) (avec Krystale) (2012)
- Kaytra Nada (2012)
- Kaytrap (EP) (2012)
- Kaytra Thomas (non-sortie) (2012)

### En tant que Kaytranada
- Kaytra Todo (EP) (2013)
- Kaytranada Remix (EP) (2013)
- At All/Hilarity Duff (EP) (2013)
- Bromance #10 - "Free Things In Life" (single) (2013)
- Supreme Laziness (mixtape) (w/ Louie P as The Celestics) (2014)
- Whatever (mixtape) (2014)
- Leave Me Alone ft. Shay Lia (single) (2014)
- Drive Me Crazy ft. Vic Mensa (single) (2015)
- 99.9% (2016) (album)
- Nothin' Like U/Chances (2018)[8]
- Dysfunctional ft. VanJess (single) (2019)
- BUBBA (2019)
- Look Easy ft. Lucky Daye (single) (2020)
- Caution (single) (2021)
- Kaytraminé (album) (2023) avec Aminé
- Lover/Friend (2023) avec Rochelle Jordan et Channel Tres[9]
- Timeless (2024) (album)
- AIN’T NO DAMN WAY! (2025) (album)

## Prix et nominations
| Année | Prix                                | Catégorie                                  | Titre ou album                          | Résultat   |
| ----- | ----------------------------------- | ------------------------------------------ | --------------------------------------- | ---------- |
| 2016  | Rober Awards Music Prize            | Meilleur album dance/electronique          | Kaytranada                              | Lauréat    |
| 2016  | Rober Awards Music Prize            | Meilleur nouvel artiste                    | Kaytranada                              | Nomination |
| 2016  | Rober Awards Music Prize            | "Floorfiller" de l'année                   | "Lite Spots"                            | Nomination |
| 2016  | iHeartRadio Much Music Video Awards | Meilleur pos-production                    | "Lite Spots"                            | Nomination |
| 2016  | AIM Independent Music Awards        | Meilleur clip indépendant                  | "Lite Spots"                            | Nomination |
| 2016  | Polaris Music Prize                 | Meilleur album canadien                    | 99.9%                                   | Lauréat    |
| 2017  | Juno Awards                         | Meilleur nouvel artiste                    | Kaytranada                              | Nomination |
| 2017  | Juno Awards                         | Meilleur album dance/electronique          | 99.9%                                   | Lauréat    |
| 2017  | Juno Awards                         | Meilleur clip                              | "Lite Spots"                            | Nomination |
| 2017  | Canadian Independent Music Awards   | Album de l'année                           | 99.9%                                   | Nomination |
| 2017  | Canadian Independent Music Awards   | Artiste de l'année                         | Kaytranada                              | Lauréat    |
| 2017  | iHeartRadio Much Music Video Awards | Meilleur clip                              | "Glowed Up" (ft. Anderson.Paak)         | Nomination |
| 2021  | Grammy Awards                       | Meilleur nouvel artiste                    | Kaytranada                              | Nomination |
| 2021  | Grammy Awards                       | Meilleur enregistrement dance/electronique | "10%"                                   | Lauréat    |
| 2021  | Grammy Awards                       | Meilleur album dance/electronique          | Bubba                                   | Lauréat    |
| 2021  | Juno Awards                         | Meilleur enregistrement dance/electronique | Bubba                                   | Lauréat    |
| 2021  | Juno Awards                         | Producteur de l'année                      | Kaytranada                              | Nomination |
| 2022  | Grammy Awards                       | Meilleur album dance/electronique          | Back of My Mind (comme artiste vedette) | Nomination |
| 2022  | Grammy Awards                       | Meilleur album R&B                         | Back of My Mind (comme artiste vedette) | Nomination |
| 2022  | Juno Awards                         | Meilleur enregistrement dance/electronique | Caution                                 | Lauréat    |
| 2022  | Juno Awards                         | Producteur de l'année                      | Kaytranada                              | Nomination |
| 2023  | Grammy Awards                       | Meilleur enregistrement dance/electronique | Intimidated                             | Nomination |
| 2025  | Grammy Awards                       | Meilleur enregistrement dance/electronique | Witchy                                  | Nomination |
| 2025  | Grammy Awards                       | Meilleur album dance/electronique          | TIMELESS                                | Nomination |
| 2025  | Grammy Awards                       | Meilleur enregistrement remixé             | Alter Ego (Kaytranada Remix)            | Nomination |